# Begraafplaats van Wanquetin
De Begraafplaats van Wanquetin is een gemeentelijke begraafplaats in de Franse gemeente Wanquetin (Pas-de-Calais). De begraafplaats ligt aan de Rue d'Arras op 500 m ten noordoosten van centrum (gemeentehuis). Ze heeft een langwerpige grondplan en is aan de straatzijde afgezet met een laag natuurstenen muurtje, de linkerzijde door een hoge bakstenen muur en rechts door een haag. De toegang bestaat uit een kort pad met een dubbel hek waarvoor een groot calvarie-kruis is geplaatst. Achteraan op de begraafplaats liggen enkele perken met militaire graven.

## Franse oorlogsgraven

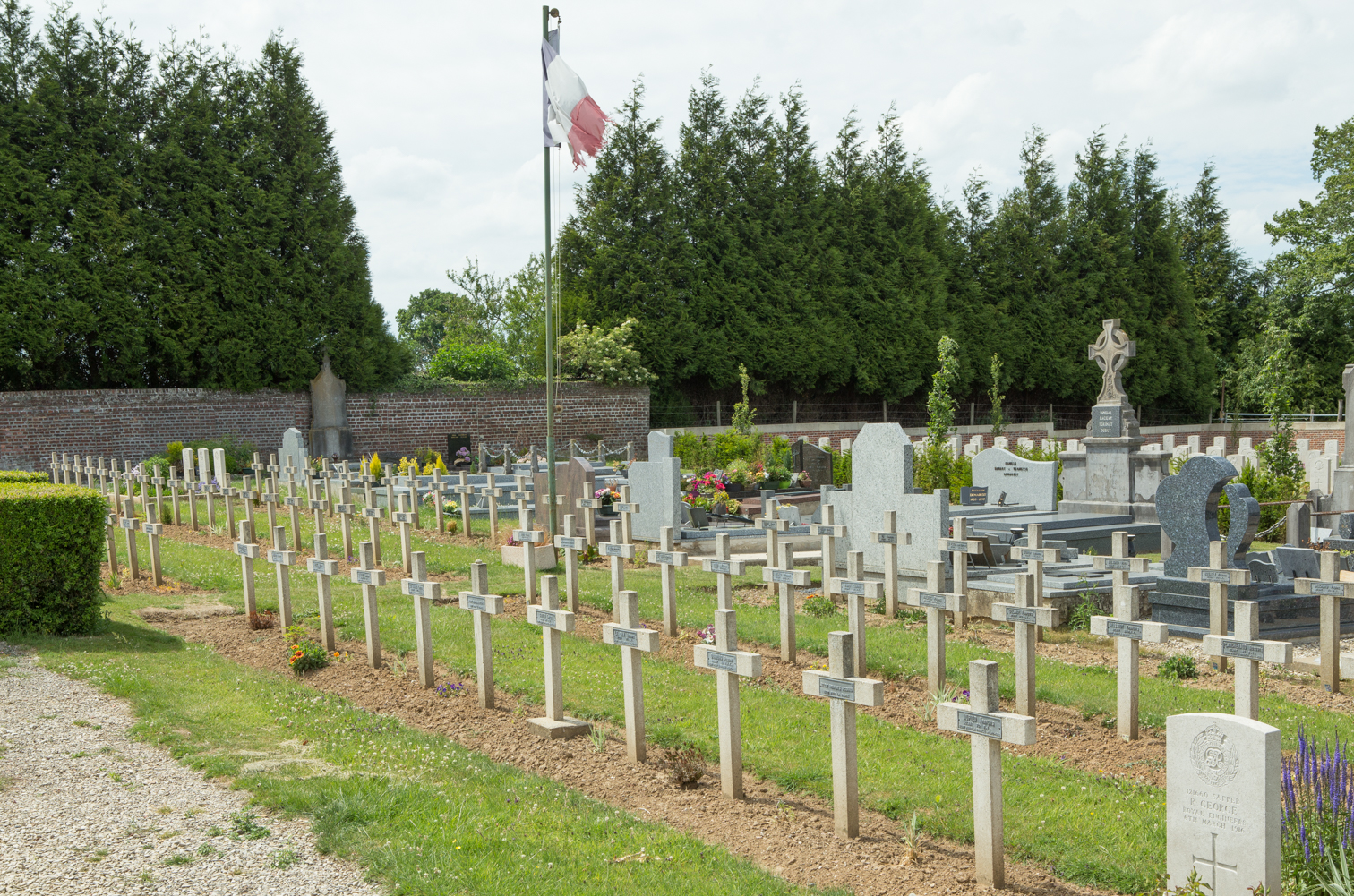
Franse graven

Achteraan op de begraafplaats liggen aan beide zijden van het centrale pad een perk met Franse gesneuvelden uit de Eerste Wereldoorlog. In totaal liggen er 93 gesneuvelden.

## Britse oorlogsgraven
Op de begraafplaats liggen twee perken waarin samen 8 Britse gesneuvelden uit de Eerste Wereldoorlog begraven liggen. De graven werden hier bijgezet van maar tot november 1916. Wegens de stationering van de 41th Casualty Clearing Station in de gemeente en de toename van het aantal gesneuvelden in oktober 1916 werd een uitbreiding aan de begraafplaats toegevoegd (zie Wanquetin Communal Cemetery Extension).
De graven worden onderhouden door de Commonwealth War Graves Commission en zijn daar geregistreerd onder Wanquetin Communal Cemetery.